# Blues rock
Blues rock je hybridní hudební žánr, který kombinuje prvky blues a rocku s důrazem na elektrickou kytaru. Jako jednotlivý styl se začal objevovat v polovině 60. let v Anglii a USA prostřednictvím skupin jako Cream a The Rolling Stones, které experimentovaly s hudbou starých bluesmanů jako Elmore James, Robert Johnson, Bo Diddley, Howlin' Wolf a Muddy Waters.
Hudebníci hrající blues rock usilují o zvýraznění prvků bluesu v rockové hudbě.

## Charakteristika
Blues-rock by se dal charakterizovat jako bluesová improvizace dvanáctitaktového blues volnými variacemi ve stylu boogie povětšinou zaměřeného na zvuk elektrické kytary často s tvrdším zvukem zaměřeným na riffy, podobné tradičnímu blues, které se hrálo v okolí Chicaga. Velmi často je hrané v rychlém tempu, které ho také odlišuje od klasického blues.

## Hudební nástroje
Klíčovými nástroji pro blues rock jsou: elektrická kytara, basová kytara a bicí nástroje. Dáván je důraz na zpěv, ale běžné jsou i čistě instrumentální bluesrockové skladby. Hudba tohoto žánru může být doplněna o klávesové nástroje (syntezátory, klavír, varhany, ...), kytary bývají často dvě, jedna sólová a druhá rytmická (doprovodná).

## Historie

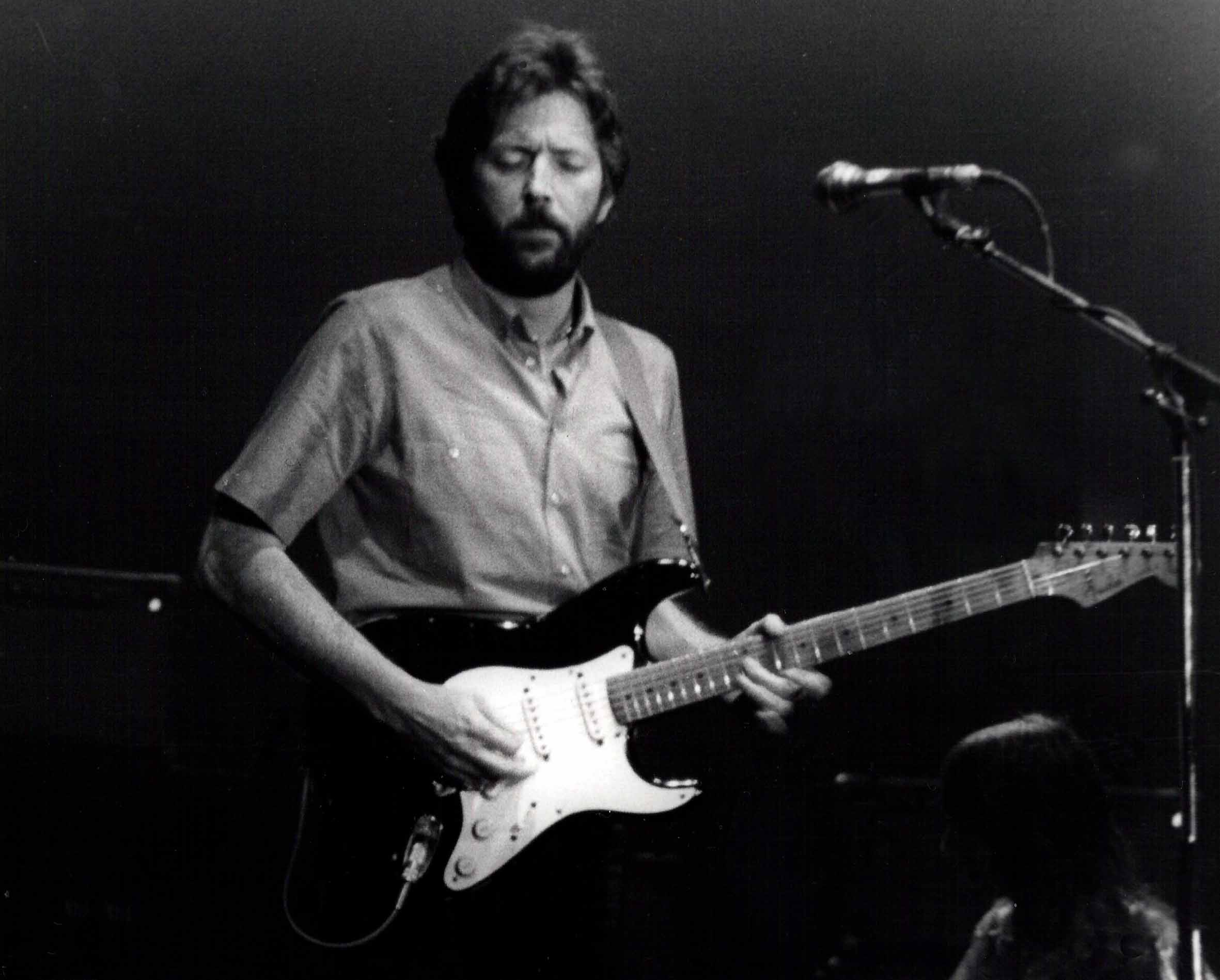
Eric Clapton v Barceloně, 1974

Vývoj rock'n'rollu a blues je jasně historicky zmapovatelný, ale blues rock jako známý žánr se neobjevil dříve než v polovině 60. let. Prvním hudebníkem, který je známým představitelem tohoto žánru, byl americký kytarista Lonnie Mack se svými nahrávkami hitových singlů „Memphis“, „Wham!“ a „Chicken-pickin“. Jasnější je viditelný vývoj britského bluesrocku s několika významnými představiteli jako jsou Alexis Korner a John Mayall, kteří založili bluesové kapely, jež inspirovaly pozdější hvězdy bluesrocku jak byli Free, Savoy Brown nebo raná tvorba skupiny Fleetwood Mac. V USA byly průkopníky tohoto žánru hudebníci jako Johnny Winter, Paul Butterfield či skupina Canned Heat. Pro bluesrockové kytaristy pozdějších generací byl největším vzorem styl hry Jimiho Hendrixe.
Bluesrock se stal hlavní inspiraci pro moderní rockovou hudbu 60. a 70. let díky tvorbě Erica Claptona a Johna Mayalla se skupinami jako byly Bluesbreakers, The Yardbirds a superskupinami Blind Faith, Cream a Derek and the Dominos. Koncem 60. let, jeden ze zakladatelů skupiny The Yardbirds, kytarista Jeff Beck v své skupině The Jeff Beck Group přetvořil zvuk blues rocku do formy heavy rocku. Ve skupině The Yardbirds byl i třetí člověk, který psal historii rockové hudby. Byl jím Jimmy Page, který založil kapelu The New Yardbirds, která se dostala do povědomí veřejnosti pod novým názvem Led Zeppelin. Skupina Led Zeppelin měla obrovský vliv na vývoj anglické bluesrockové hudební scény 70. let 20. století. Dalšími vlivnými představiteli britské bluesrockovou scény byli Rory Gallagher a Robin Trower.
Počátkem 70. let americké skupiny jako Aerosmith spojily blues s heavy metalem, podobně jako pár let před nimi Led Zeppelin. Bluesrock se v repertoáru skupin jako byly Allman Brothers Band, ZZ Top a Lynyrd Skynyrd vyvíjel spolu s jižanským rockem a hardrockem.
V počátku 90. let proběhlo znovuzrození bluesrocku, které má dodnes vliv na repertoár umělců jako jsou The White Stripes, Derek Trucks, The Black Crowes, The Black Keys, Sunny Landreth, Chris Duarte, Jeff Healey, Johnny Lang, Joe Bonamassa a Jack White.

## Někteří z muzikantů
- Gary Clark, Jr.
- The Allman Brothers Band
- The Animals
- The Black Keys
- The Black Crowes
- Mike Bloomfield
- Joe Bonamassa
- Paul Butterfield Blues Band
- Canned Heat
- CCR
- Chicken Shack
- Climax Blues Band
- Eric Clapton
- Cream
- John Dammer Band
- Aynsley Danber Retaliation
- Chris Duarte Group
- Fleetwood Mac
- John Fogerty
- Rory Gallagher
- J.Geils Band
- Peter Green
- Jimi Hendrix
- Jethro Tull
- Jo Ann Kelly
- Alexis Korner
- Sunny Landreth
- Lonnie Mack
- John Mayall & Blues Breakers
- Gary Moore
- The Rolling Stones
- Ofenbach
- Carlos Santana
- Lynyrd Skynyrd
- Mick Taylor
- Tedeski Trucks
- George Thorogood
- Derek Trucks
- Stevie Ray Vaughan
- Johnny Winter
- The Yardbirds
- ZZ Top
- The Doors
- Ten Years After
- The White Stripes
- Jack White